# HMAS Otama
Le HMAS Otama (SS 62/SSG 62) est l'un des six sous-marins de la classe Oberon exploités par la Royal Australian Navy (RAN).Otama, le dernier de sa classe, a été établi en 1973 par Scotts Shipbuilding and Engineering Company en Écosse, lancé en 1975 et mis en service dans le RAN en 1978.
Otama était un navire spécialisé, l'un des deux "Mystery Boats", équipé d'un équipement supplémentaire de surveillance et de collecte de renseignements. Il a été régulièrement déployé sur des opérations classifiées pour obtenir des renseignements sur les navires de la flotte soviétique du Pacifique et les navires de la marine chinoise et a mené une surveillance côtière dans toute l'Asie.

## Historique

### Désarmement et attente de navire-musée
Le bateau a été mis hors service en 2000 et il a été vendu à la Western Port Oberon Association en 2001, qui prévoyait de le préserver en tant que navire musée dans le cadre du projet du Victorian Maritime Centre (en) près de Melbourne. Les soumissions pour construire le musée maritime à divers endroits de la péninsule de Mornington ont été rejetées à plusieurs reprises. Fin 2008, le sous-marin a été mis en vente sur eBay, mais malgré plusieurs manifestations d'intérêt, Otama n'a pas été vendu. L'approbation de principe pour la construction du Victorian Maritime Center sur un terrain récupéré adjacent à la marina du port ouest de Hastings a été accordée en 2013, mais à partir de 2016, les permis de planification n'ont pas été approuvés.